# Ashbury Heights
Ashbury Heights est un groupe suédois de synthpop, originaire de Sundsvall, Medelpad. Le duo se compose à l'origine d'Anders Hagström (chant, écriture, musique et programmation) et de Yasmine Uhlin (chant). Uhlin quitte le groupe après la sortie de leur EP Morning Star in a Black Car, et est remplacée par Kari Berg (chant) en tant que chanteuse principale. Berg est membre d'Ashbury Heights jusqu'en 2010 et participe à un album, Take Cair Paramour. 

## Histoire
Ashbury Heights est formé lorsque Anders Hagström demande à Yasmine Uhlin si elle voulait chanter sur ses démos. Le groupe nouvellement formé est signé par le label Out of Line Music peu de temps après, ce qui lui permet d'acquérir une plus grande notoriété.
Yasmine Uhlin annonce son départ du groupe en novembre 2008 à Hambourg, en Allemagne, lors du dernier concert de la tournée du festival Out of Line. Sur son blog, elle écrit : « Je ne le fais pas par manque d'énergie ou d'amour pour le groupe. Il n'y a pas de rancune à avoir et l'air d'Ashbury Heights est exempt de toute pollution. Vous voyez, c'est quelque chose que je dois faire. J'ai besoin de lâcher prise pour construire quelque chose qui m'appartienne. Cela fait longtemps que je me bats contre moi-même à ce sujet, mais je ne peux pas changer ce que je ressens vraiment ».
En 2010, à la suite d'un long conflit entre Hagström et le label Out of Line, le groupe se sépare. Le différend est réglé en 2011, après quoi Hagström et Out of Line ont renouvelé leur collaboration. En 2013, Tea F. Thimé (chant et paroles) rejoint le groupe en tant que nouvelle chanteuse, venant d'un milieu de modèle alternatif et de performance burlesque (sous le nom de scène Tea Time). Après le départ de Thimé, le membre original Yasmine Uhlin rejoint le groupe. 
La première interview du nouveau Ashbury Heights est publiée dans ElectroStorm (de janvier 2014). Le groupe y déclare que Thimé n'avait aucune expérience préalable en tant que chanteuse lorsqu'elle a rejoint le groupe, mais qu'elle était la première partenaire collaboratrice à part entière. Elle est diplômée en littérature anglaise et est le premier membre du groupe à coécrire des paroles. Thimé a été mannequin alternatif et participe à des shootings ainsi qu'à des spectacles burlesques. Le premier album avec Tea s'intitule The Looking Glass Society et sort en 2015. Avant la sortie de l'album, Ashbury Heights fait son retour sur scène lors du 3e Out of Line Weekender à Berlin. Thimé annonce son départ d'Ashbury Heights pour travailler sur son doctorat sur la page Facebook du groupe le 5 février 2019. 
En septembre 2020, Ashbury Heights publie Spectres from the Black Moss, un single mettant en vedette le membre original Yasmine Uhlin. Au cours des années suivantes, le groupe publie constamment de la nouvelle musique, collaborant souvent avec d'autres artistes. En juillet 2024 sort Ghost House Sessions vol. 1, leur premier album depuis 2018. Il comprend 25 titres, dont 10 singles précédemment disponibles en version numérique.

## Discographie
- 2005 : Angora Overdrive (démo)
- 2006 : Parliament of Rooks (EP)
- 2007 : Three Cheers for the Newlydeads (album)
- 2008 : Morningstar in a Black Car (EP)
- 2010 : Take Cair Paramour (album)
- 2010 : Origins (compilation / Three Cheers for the Newlydeads & Morningstar in a Black Car)
- 2015 : The Looking Glass Society (album)
- 2018 : The Victorian Wallflowers (album)
- 2024 : Ghost House Sessions (album)